# Holocaust F
Holocaust F – powieść science-fiction Cezarego Zbierzchowskiego, opublikowana w sierpniu 2013 r. przez wydawnictwo Powergraph. W 2014 roku zdobyła Nagrodę Literacką im. Jerzego Żuławskiego i Nagrodę Sfinks w kategorii Polska powieść roku. W 2013 roku nominowana do Nagrody Fandomu Polskiego im. Janusza A. Zajdla. Nominowana do nagrody Identyfikator Pyrkonu.
Książka liczy 304 strony. Opisana jest jako „ambitne hard sf w nowoczesnym stylu”.
W 2018 roku zrealizowano tłumaczenie powieści na język ukraiński.
Pięć lat przed wydaniem powieści ukazał się zbiór opowiadań osadzony, podobnie jak powieść, w świecie Rammy – Requiem dla lalek.